# Маран, Роландо
Роландо Маран  (итал. Rolando Maran; род. 14 июля 1963, Тренто) — итальянский футболист, ныне футбольный тренер. С 2014 по 2018 год возглавлял «Кьево», в котором также провёл большую часть своей карьеры игрока.

## Карьера игрока
Выступал в качестве игрока за команды низших итальянских лиг: «Беначензе Рива», «Кьево», «Вальданьо», «Каррарезе» и «Фано». За «Кьево» отыграл девять сезонов (с лета 1986 по 1995 год), выходя в некоторых его матчах с капитанской повязкой. Маран внёс свой вклад в постепенный подъём клуба из Серии C2 в Серию B.

## Тренерская карьера

### Серия B
После завершения карьеры игрока в 1997 году Роландо Маран начал свою тренерскую карьеру в качестве тренера «Кьево». Затем в течение двух лет работал юношеским тренером в клубе «Брешиа», с 2000 года занимался тем же в «Читтаделле».
В 2002 году был назначен главным тренером «Читтаделлы», а в 2005 году возглавил команду «Брешиа». В марте 2006 года его на этой должности сменил чешский специалист Зденек Земан. Затем Маран стал наставником другого клуба Серии B «Бари», но был уволен в феврале 2007 года из-за ряда неудовлетворительных результатов.
В июне 2007 года Маран возглавил «Триестину», оставаясь на этом посту до 15 июня 2009 года. На следующий день заключил контракт с «Виченцей», которую спас по итогам первого сезона от вылета из Серии B. 15 июня 2010 года его контракт с «Виченцей» был продлён на следующие два года, но спустя почти год после этого Маран был уволен.
В октябре 2011 года Маран стал главным тренером «Варезе», который в первом же матче под его руководством одолел в гостях бывший клуб Марана «Виченцу» со счётом 2:0. «Варезе» же по итогам регулярного сезона 2011/12 занял пятое место и попал в зону плей-офф за выход в Серию A, где, обыграв в полуфинале «Верону», уступил в решающем двухматчевом противостоянии «Сампдории».

### Серия A
11 июня 2012 года Роландо Маран был назначен главным тренером «Катании», клуба Серии A. По итогам сезона 2012/13 под его руководством «Катания» показала свой лучший результат в истории, финишировав в чемпионате на восьмом месте с 56 очками в 38 играх.
Однако уже в начале следующего сезона после поражения 20 октября 2013 года от «Кальяри» со счётом 1:2, когда «Катания» оказалась в зоне вылета, Маран был уволен. Его на этом посту заменил Луиджи Де Канио.
15 января 2014 года вновь возглавил «Катанию», но после пяти поражений подряд от команд из нижней части таблицы чемпионата был во второй раз на протяжении одного сезона уволен (6 апреля).
19 октября 2014 стал главным тренером «Кьево», заменив на этом посту Эудженио Корини. 24 апреля 2018 года был отправлен в отставку.
7 июня 2018 года назначен главным тренером «Кальяри». Контракт подписан на 2 года (до 30 июня 2020 года). Был уволен 3 марта 2020 года после серии из 12 игр без побед.
26 августа 2020 года назначен главным тренером «Дженоа». Контракт подписан на 2 года. 21 декабря 2020 года, через день после поражения «Дженоа» в гостевом матче 13-го тура чемпионата Италии 2020/21 против «Беневенто» (0:2), отправлен в отставку.

## Тренерская статистика
| Команда    | Страна | Год       | Статистика | Статистика | Статистика | Статистика | Статистика |
| Команда    | Страна | Год       | М          | В          | Н          | П          | % побед    |
| ---------- | ------ | --------- | ---------- | ---------- | ---------- | ---------- | ---------- |
| Читтаделла | Италия | 2002—2005 | 105        | 33         | 35         | 37         | 031,43     |
| Брешиа     | Италия | 2005—2006 | 35         | 15         | 13         | 7          | 042,86     |
| Бари       | Италия | 2006—2007 | 25         | 7          | 8          | 10         | 028,00     |
| Триестина  | Италия | 2007—2009 | 88         | 31         | 23         | 34         | 035,23     |
| Виченца    | Италия | 2009—2011 | 85         | 29         | 24         | 32         | 034,12     |
| Варезе     | Италия | 2011—2012 | 37         | 20         | 9          | 8          | 054,05     |
| Катания    | Италия | 2012—2013 | 50         | 19         | 13         | 18         | 038,00     |
| Катания    | Италия | 2014      | 13         | 1          | 4          | 8          | 007,69     |
| Кьево      | Италия | 2014—2018 | 110        | 36         | 30         | 44         | 032,73     |
| Кальяри    | Италия | 2018—2020 | 0          | 0          | 0          | 0          | —          |
| Дженоа     | Италия | 2020      | 0          | 0          | 0          | 0          | —          |
| Всего      | Всего  | Всего     | 548        | 191        | 159        | 198        | 034,85     |